# Ковяги
Ковяги (укр. Ков'яги) — посёлок в Валковской общине Богодуховского района Харьковской области Украины.
До 2020 года являлся административным центром Ковягского поселкового совета, в который, кроме того, входили сёла Журавли, Рассоховка, Трофимовка и Халимоновка.

## Географическое положение
Посёлок примыкает к сёлам Трофимовка и Халимоновка, до г. Валки 8 км.
На территории посёлка несколько небольших запруд.

## История
Селение Перекопской волости Валковского уезда Харьковской губернии Российской империи.
В 1860 году есть упоминание о станции Ковяги Харьковско-Николаевской железной дороги.
В 1940 году, перед ВОВ, в Ковягах без хуторов были 1009 дворов, церковь, два озера, мукомольный завод, совхоз имени Коминтерна, семь ветряных мельниц и сельсовет..
В ходе Великой Отечественной войны с 18 октября 1941 до августа 1943 года село находилось под немецкой оккупацией.
После окончания войны село было восстановлено, всего за 1945—1966 гг. здесь были построены 645 жилых домов (в том числе шесть двухэтажных многоквартирных домов).
В 1966 году здесь действовали колхоз им. Ленина (имевший 3753 га сельскохозяйственных угодий), молочный завод, комбинат хлебопродуктов, мастерские по ремонту сельхозтехники Валковского районного объединения сельхозтехники, средняя школа, восьмилетняя школа, два детских сада, библиотека, больница, аптека, ветеринарная лечебница, книжный магазин и клуб на 240 мест.
В 1968 году село получило статус посёлок городского типа.
В 1980 году численность населения составляла 4 тыс. человек, здесь действовали комбинат хлебопродуктов, асфальтовый завод, молочный завод, комбикормовый завод, производственное отделение райсельхозтехники, средняя школа, больница, поликлиника, Дом культуры, три библиотеки и клуб.
В январе 1989 года численность населения составляла 3963 человека.
В мае 1995 года Кабинет министров Украины утвердил решение о приватизации находившегося здесь комбикормового завода.
После создания в августе 1996 года государственной акционерной компании "Хлеб Украины" находившееся здесь хлебоприёмное предприятие было передано в состав ГАК "Хлеб Украины". 25 мая 2004 года ХПП было признано банкротом.
По состоянию на 1 января 2013 года численность населения составляла 3138 человек.

## Экономика
- Валковский комбикормовый завод.
- ЗАО «Ковяговский комбинат хлебопродуктов».

## Объекты социальной сферы
- Ковяжский учебно-воспитательный комплекс.
- Больница.
- Ковяжское дошкольное учебное заведение (детский сад) ”Ромашка”.

## Транспорт
Здесь находится станция Ковяги Южной железной дороги, также через посёлок проходит автомобильная дорога Р-22.

## Достопримечательности
- Братская могила советских воинов. Похоронено 226 чел.[12]
- Памятник воинам-односельчанам. 1941—1945 гг.
- Пещерный христианский скит.

## Религия
- Церковь Рождества Пресвятой Богородицы.[13]
- Община евангельских христиан-баптистов.
- Свято-Николаевский храм (строительство)[14].

## Известные люди
- Гаман, Виктор Пантелеймонович — писатель, родился и вырос в посёлке Ковяги.
- Пентюх, Евгений Иванович — Герой Социалистического Труда, колхозник[5].